# چلاخور
چیلاخور، روستایی از توابع بخش سجاس‌رود شهرستان خدابنده در استان زنجان ایران است.

## ریشه شناسی نام
ریشه دقیق اسم  چیلاخور  معلوم نیست و در گویش محلی معنای خاصی ندارد ولی در زبان فارسی گاهی از کلمه چیلاخور به معنی زیبا یا سرگرم کننده استفاده میشود. در کشور قزاقستان و هند چندین منطقه به این نام وجود دارد.

## پیشینه
بنا به گفته افراد کهنسال روستا،اطراف روستا در دو منطقه قبر هایی وجود داشت که به ارامنه تعلق داشتند که بعد از صنعتی شدن کشاورزی، این مناطق به زمین های کشاورزی تبدیل و به طور کامل نابود شدند.
همچنین مردم این روستا نقل میکنند که در زمان اشغال ایران توسط ارتش سرخ، در کوه های اطراف روستا سنگر هایی ساخته بودند و سرباز ها برای تامین غذا و خوراک به مردم روستا رجوع میکردند.
روستای چیلاخوری بخشی از  فرقه دموکرات آذربایجان بود.

## زبان

توزیع جغرافیایی مناطقی که در آن‌ها به زبان ترکی آذربایجانی سخن گفته می‌شود.

مردم روستا به زبان ترکی آذربایجانی سخن میگویند. لهجه مردم روستای چیلاخور ترکیبی از  لهجه قیداری و زنجانی است.
برای مثال صرف فعل باخماق:
ماضی: باخدیم باخدین باخدی باخدیق باخدیز باخدیلار
حال: باخیرام باخیران باخیر باخیریق باخیریز باخیرلار
آینده: باخاجام باخاجان باخاجاق باخاجییق باخاجییز باخاجاخلار

## جغرافیا
این روستااز شمال با روستای خرمدرق، از شرق چنگوری، از غرب با روستای دابانلو و از جنوب با روستای خوش و بولاماجی همسایه است.

## آب و هوا
آب و هوای روستای چیلاخور معتدل کوهستانی است و با توجه به شرایط خاص کوهستانی، می‌توان آب و هوای آن را اقلیم معتدل کوهستانی نیز به‌شمار آورد.
خصوصیات این آب و هوا، زمستان‌هایی سرد و تابستان‌های معتدل دارد.
| داده‌های اقلیم Zanjan              | داده‌های اقلیم Zanjan | داده‌های اقلیم Zanjan | داده‌های اقلیم Zanjan | داده‌های اقلیم Zanjan | داده‌های اقلیم Zanjan | داده‌های اقلیم Zanjan | داده‌های اقلیم Zanjan | داده‌های اقلیم Zanjan | داده‌های اقلیم Zanjan | داده‌های اقلیم Zanjan | داده‌های اقلیم Zanjan | داده‌های اقلیم Zanjan | داده‌های اقلیم Zanjan |
| ماه                               | ژانویه               | فوریه                | مارس                 | آوریل                | مه                   | ژوئن                 | ژوئیه                | اوت                  | سپتامبر              | اکتبر                | نوامبر               | دسامبر               | سال                  |
| --------------------------------- | -------------------- | -------------------- | -------------------- | -------------------- | -------------------- | -------------------- | -------------------- | -------------------- | -------------------- | -------------------- | -------------------- | -------------------- | -------------------- |
| سابقهٔ بیش‌ترین °C (°F)             | ۱۷٫۰ (۶۳)            | ۲۲٫۰ (۷۲)            | ۲۵٫۰ (۷۷)            | ۲۷٫۰ (۸۱)            | ۳۲٫۰ (۹۰)            | ۳۸٫۰ (۱۰۰)           | ۴۰٫۰ (۱۰۴)           | ۳۹٫۴ (۱۰۳)           | ۳۵٫۰ (۹۵)            | ۳۰٫۰ (۸۶)            | ۲۳٫۰ (۷۳)            | ۱۸٫۰ (۶۴)            | ۴۰ (۱۰۴)             |
| میانگین بیش‌ترین °C (°F)           | ۲٫۱ (۳۶)             | ۴٫۳ (۴۰)             | ۱۰٫۳ (۵۱)            | ۱۷٫۰ (۶۳)            | ۲۲٫۸ (۷۳)            | ۲۸٫۸ (۸۴)            | ۳۲٫۲ (۹۰)            | ۳۱٫۶ (۸۹)            | ۲۸٫۱ (۸۳)            | ۲۰٫۴ (۶۹)            | ۱۲٫۷ (۵۵)            | ۵٫۵ (۴۲)             | ۱۸٫۰ (۶۴٫۴)          |
| میانگین روزانه °C (°F)            | −۳ (۲۷)              | −۰٫۸ (۳۱)            | ۴٫۹ (۴۱)             | ۱۱٫۰ (۵۲)            | ۱۶٫۴ (۶۲)            | ۲۱٫۷ (۷۱)            | ۲۵٫۲ (۷۷)            | ۲۴٫۴ (۷۶)            | ۲۰٫۳ (۶۹)            | ۱۳٫۵ (۵۶)            | ۶٫۸ (۴۴)             | ۰٫۴ (۳۳)             | ۱۱٫۷۳ (۵۳٫۱۲)        |
| میانگین کم‌ترین °C (°F)            | −۸٫۱ (۱۷)            | −۶٫۴ (۲۰)            | −۱٫۲ (۳۰)            | ۳٫۷ (۳۹)             | ۷٫۶ (۴۶)             | ۱۱٫۲ (۵۲)            | ۱۴٫۹ (۵۹)            | ۱۴٫۲ (۵۸)            | ۹٫۹ (۵۰)             | ۵٫۵ (۴۲)             | ۰٫۷ (۳۳)             | −۴٫۴ (۲۴)            | ۴٫۰ (۳۹٫۱)           |
| بارندگی میلی‌متر (اینچ)            | ۳۳٫۵ (۱٫۳۲)          | ۳۰٫۰ (۱٫۱۸)          | ۴۵٫۷ (۱٫۸)           | ۵۶٫۵ (۲٫۲۲)          | ۴۶٫۲ (۱٫۸۲)          | ۷٫۳ (۰٫۲۹)           | ۴٫۶ (۰٫۱۸)           | ۳٫۴ (۰٫۱۳)           | ۴٫۲ (۰٫۱۷)           | ۲۶٫۰ (۱٫۰۲)          | ۲۸٫۸ (۱٫۱۳)          | ۲۹٫۲ (۱٫۱۵)          | ۳۱۵٫۴ (۱۲٫۴۱)        |
| میانگین روزهای بارندگی            | ۱۰٫۷                 | ۹٫۴                  | ۱۲٫۵                 | ۱۲٫۳                 | ۱۱٫۱                 | ۳٫۳                  | ۲٫۱                  | ۲٫۳                  | ۱٫۷                  | ۶٫۵                  | ۷٫۳                  | ۹٫۶                  | ۸۸٫۸                 |
| درصد رطوبت                        | ۷۲                   | ۶۹                   | ۶۱                   | ۵۴                   | ۴۹                   | ۴۰                   | ۳۸                   | ۳۹                   | ۳۸                   | ۴۹                   | ۵۹                   | ۶۸                   | ۵۳                   |
| میانگین روزانه ساعت‌های تابش آفتاب | ۱۵۰٫۱                | ۱۳۹٫۳                | ۱۷۲٫۵                | ۲۱۳٫۳                | ۲۶۷٫۲                | ۳۲۸٫۹                | ۳۳۴٫۵                | ۳۱۷٫۳                | ۲۹۵٫۸                | ۲۲۹٫۳                | ۱۶۴٫۷                | ۱۳۷٫۰                | ۲٬۷۴۹٫۹              |
| منبع: NOAA (1961–1990)            |                      |                      |                      |                      |                      |                      |                      |                      |                      |                      |                      |                      |                      |

## جمعیت
این روستا در دهستان سجاس‌رود قرار دارد و براساس سرشماری مرکز آمار ایران در سال ۱۳۸۵، جمعیت آن ۲۸۸ نفر (۶۶خانوار) بوده‌است.

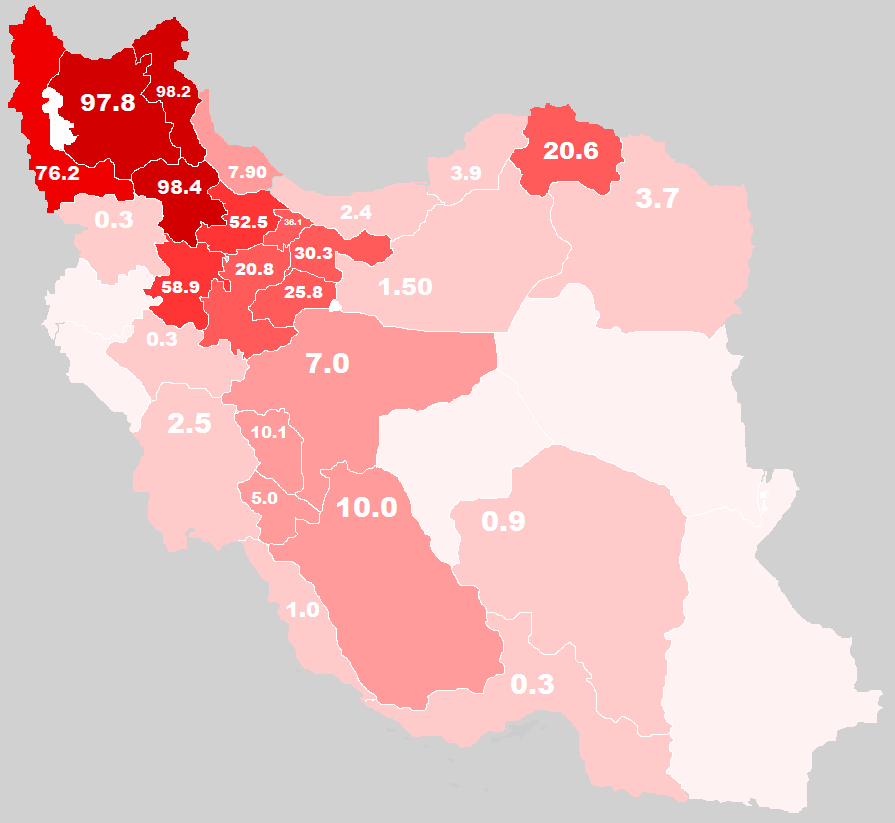
درصد جمعیت آذری‌ها، قشقایی‌ها، تُرک‌ها و تُرکمن‌ها در استان‌های ایران

## اقتصاد
از گذشته کشاورزی و دامداری منبع درآمد مردم روستا بوده است. امروزه بخشی از مردم به کار در معدن و چاقوسازی مشغول هستند.

## دین
دین رسمی مردم اسلام و مذهب شیعه جعفری است. در روستای چیلاخور تعداد زیادی از جوانان در حال تحصیل یا فارغ التحصیل حوزه علمیه هستند.

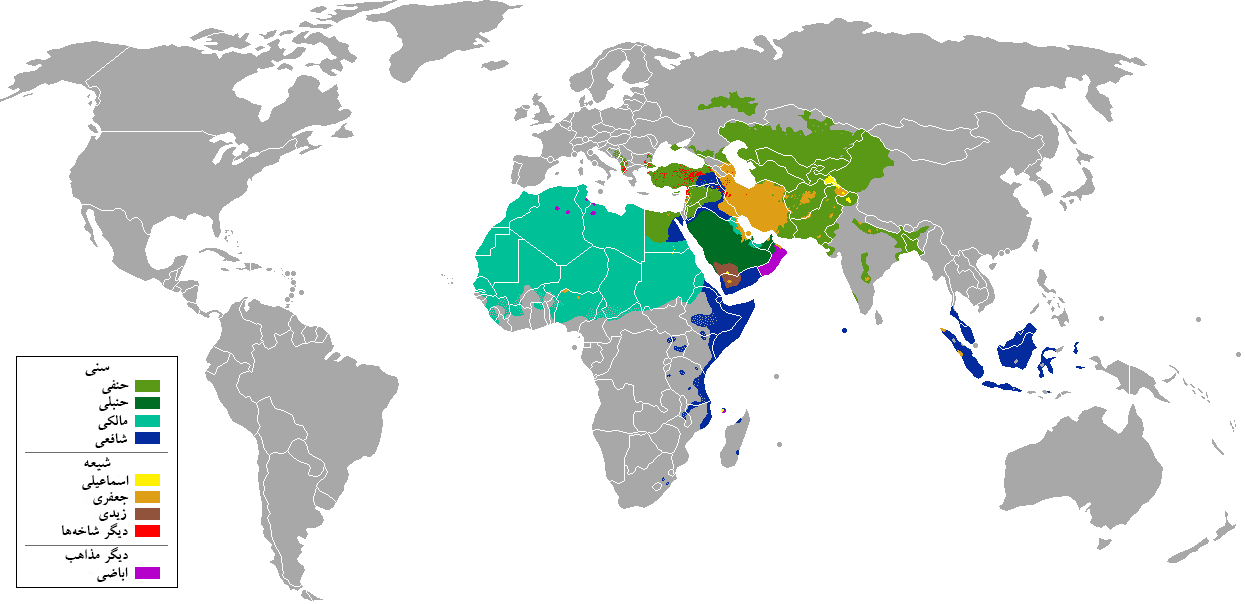
نقشه پراکندگی مذاهب اسلامی (اباضیه، سنی، شیعه)